# 回龙亭碑
回龙亭碑，位于中国河北省廊坊市牛官屯，为廊坊市安次区的一个省级文物保护单位，类型为石刻，公布时间为1982年7月23日。
回龙亭碑的历史年代为清代。